# Ría de Tina Mayor
La ría de Tina Mayor (en Asturias también llamada: Tina y Tinamayor) es un estuario situado entre las comunidades autónomas de Cantabria y Asturias (España), entre las localidades de Unquera y Pechón, en Cantabria y el municipio de Ribadedeva en Asturias, donde desemboca el río Deva al mar Cantábrico. Tiene una superficie de 82 hectáreas y un perímetro de 14,4 kilómetros, con una superficie intermareal del 50%. La ría se abre al mar a través de un estrecho canal de agua entre dos montes de pendientes acusadas; allí existe una playa de arena, mientras que su tramo intermedio está cubierto por prados y carrizales y su tramo interior por árboles y arbustos dispersos.
Al fondo de la ría se abre, tras la localidad de Unquera, el desfiladero de la Hermida, medio más común para acceder a la comarca cántabra de Liébana. La autovía del Cantábrico atraviesa la ría por su parte interior.
Por el lado de Asturias está el cabo de San Emeterio, donde existe un faro del mismo nombre. En otro lugar del cabo quedan los vestigios de un monasterio del siglo XVIII. Junto a la boca de la ría existen una serie de cuevas, una de ellas es la cueva de las Arenas, al este, en la parte cántabra.
La margen derecha de la ría la ocupan las calzadas de aceleración y desaceleración para entrar y salir de la autovía del Cantábrico y la industria de Unquera, existiendo una fábrica de conservas con muelle propio.

## Historia

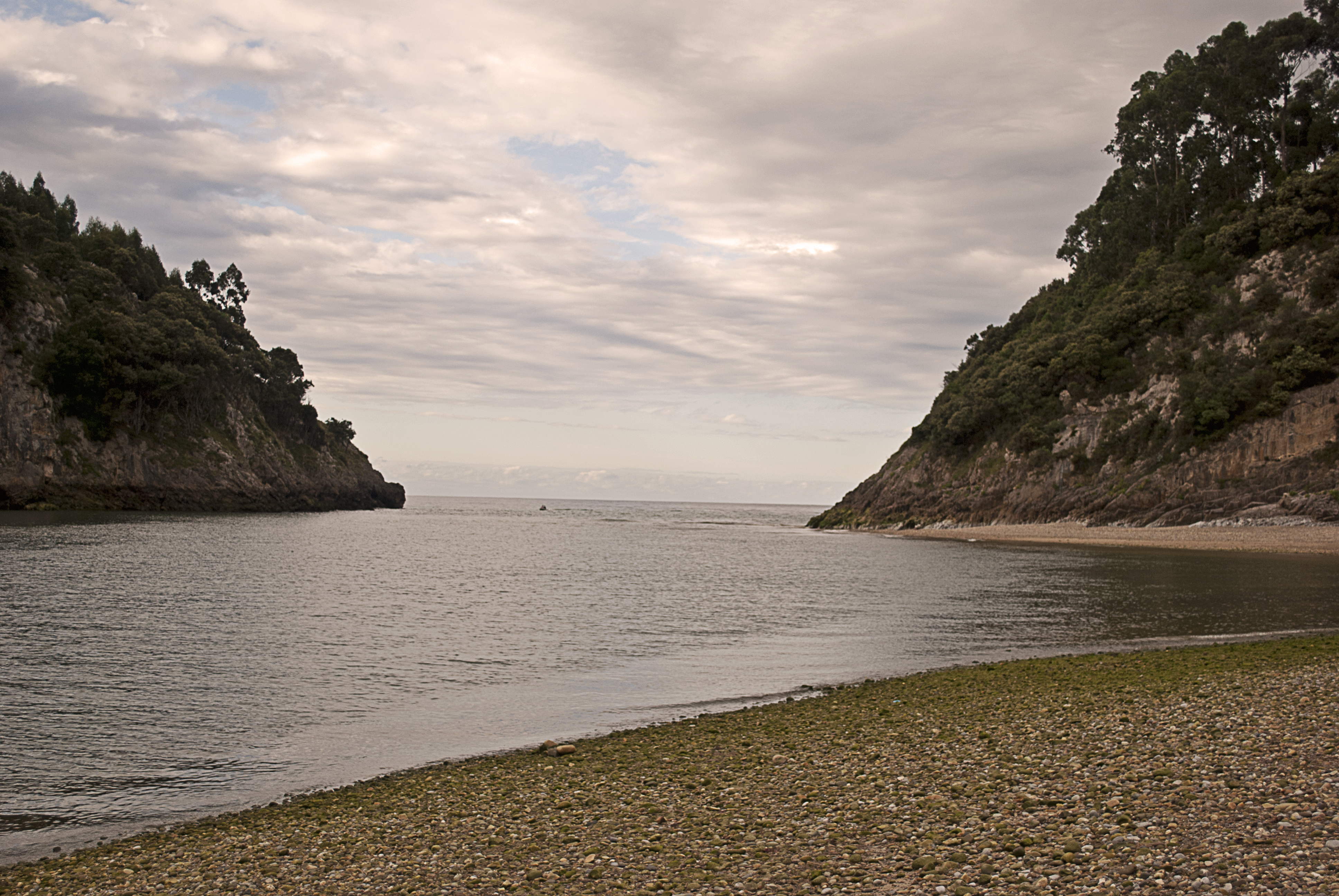
Vista de la Tina Mayor en su salida al mar, en la playa del Pedrero, en la localidad de Pechón.

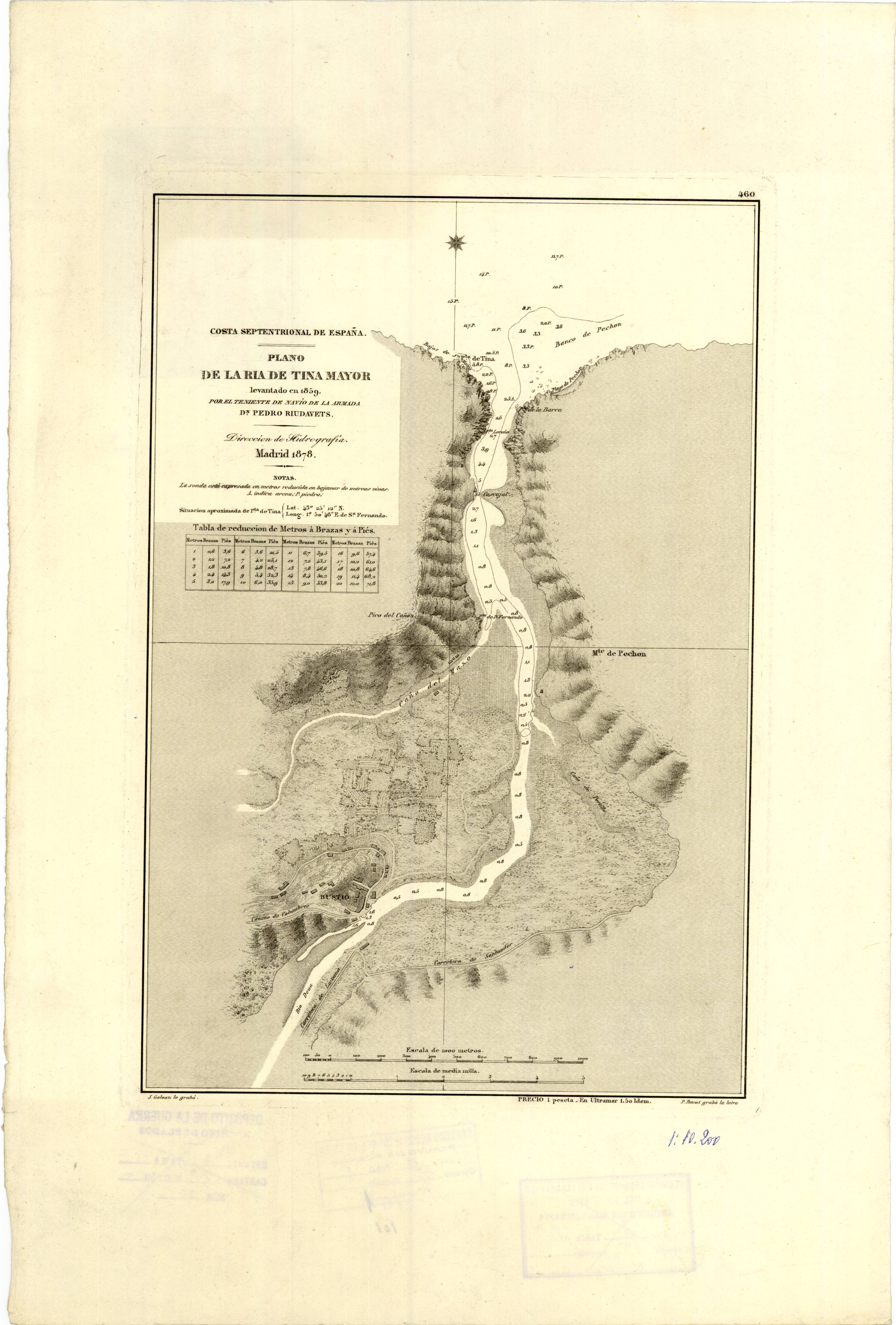
Plano de Tinamayor 1878

Aunque el tráfico marítimo es hoy escaso, tradicionalmente esta ría sirvió para establecer conexiones marítimas con diferentes lugares de España y Europa. A esta ría llegaban desde el valle de Somorrostro, en Vizcaya, los minerales que se embarcaban remontando un tramo del río Deva hasta un muelle, a partir del cual se transportaban en carro hasta las ferrerías de la zona interior. Los primeros datos sobre las ferrerías del lugar aparecen en el siglo XVI, aunque probablemente ya existían en el XV.
En torno a 1900 tuvo la importancia de ser el puerto que conectaba la zona con otros de Bélgica y Alemania, además de embarcar mercancías para las fábricas de la Real Compañía Asturiana de Minas, principalmente calamina y sulfuro de zinc. Dos aduanas podían utilizar la ría para embarcar géneros, frutas y productos: la de Llanes y la de San Vicente de la Barquera.
En el año 1877 fue nombrado Primer Práctico de este puerto Matías de Otazábal y Anduíza, natural de Bermeo (Vizcaya) de profesión Marino Mercante. Hasta entonces este puerto de Carga y Descarga pertenecía a San Vicente de la Barquera. El nombramiento  fue otorgado bajo título por Don Francisco de Paula Pavía y Pavía (1876-1890) en Ferrol a diecisiete de septiembre de 1877 según consta en dicho título. Le sucedió en el cargo su yerno José Joaquín Egüen de Urrusolo natural de Marquina (Vizcaya).[cita requerida]